# سرخوشی (ترانه لورین)
"سرخوشی"(به انگلیسی: Euphoria) آهنگی از آلبوم خلسه به خوانندگی لورین است که در یوروویژن ۲۰۱۲ که در باکو آذربایجان برگزار شد به مقام اول دست یافت. ترانه سرخوشی توانست با کسب ۳۷۲ امتیاز صدرنشین مسابقه آواز یوروویژن ۲۰۱۲ شود و بنابر قواعد مسابقه، سوئد سال ۲۰۱۳ میزبان یوروویژن خواهد بود.

## تاریخ عرضه
| کشور | تاریخ         | قالب   | برچسب             |
| ---- | ------------- | ------ | ----------------- |
| سوئد | ۲۶ فوریه ۲۰۱۲ | دانلود | گروه موسیقی وارنر |